# Meziamerický soud pro lidská práva

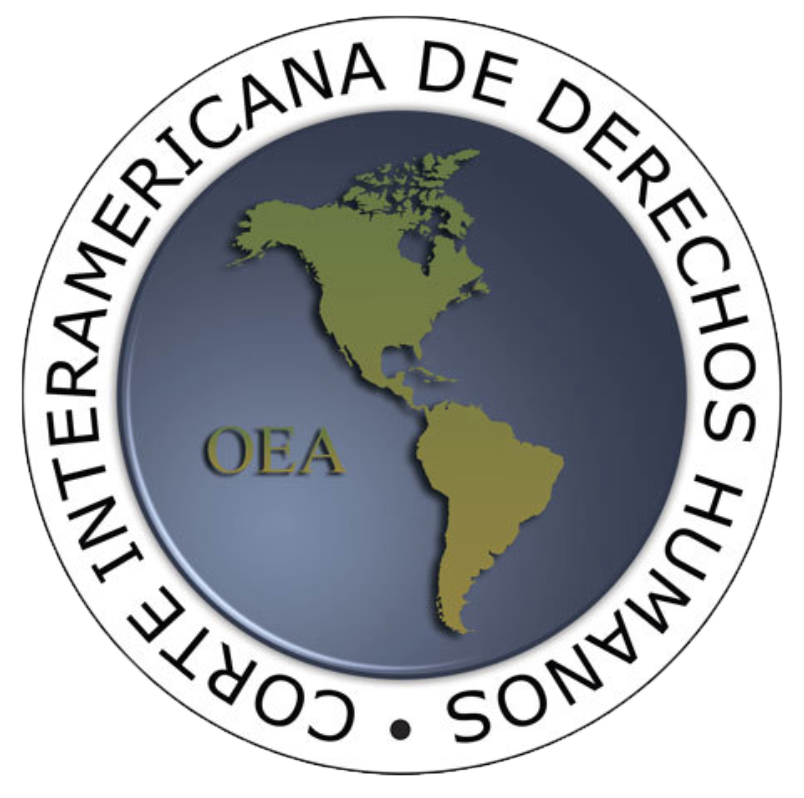
Logo

Meziamerický soud pro lidská práva, zkráceně také IACHR (anglicky Inter-American Court of Human Rights; španělsky Corte Interamericana de Derechos Humanos) je autonomní soudní institucí založenou roku 1979 v kostarickém hlavním městě San José. Spolu s Meziamerickým výborem pro lidská práva (Inter-American Commission of Human Rights) tvoří systém ochrany lidských práv v rámci Organizace amerických států (OAS) – byť ne všechny státy sdružené v OAS uznaly své podléhání tomuto soudu (mimo jeho jurisdikci jsou např. Kanada, USA, Kuba, Trinidad a Tobago, Venezuela a další). Funkcí soudu je posuzovat, zda smluvní země neporušují lidská práva, a zda všem jedincům zaručují důstojnost v lidských právech.

## Členství
Americká konvence o ochraně lidských práv platí od r. 1978 a je závazná pro celou Latinskou Ameriku, vyjma Kuby, Surinam a několik anglofonních karibských zemí.
Trinidad a Tobabo přistoupily ke Konvenci 28. května 1991, ale odmítly jí ratifikovat v jejím plném znění, jehož součástí byla i otázka legitimity trestu smrti. V r. 1999 oznámil peruánský prezident Alberto Fujimori, že Peru přestane akceptovat soudní rozhodnutí IACHR. V r. 2001 byl tento prezidentský dekret zrušen prozatímní peruánskou vládou Valentína Paniagui v r. 2001.
Venezuela odstoupila od Konvence v r. 2013 z rozhodnutí Madurovy vlády. 15. května 2019 se Národní shromáždění Venezuely (opoziční Guaidova vláda) rozhodla tento dekret zneplatnit.
Své členství chtěla stáhnout i Dominikánská republika v r. 2014. s platností od následujícího roku, k čemuž ale nedošlo. Podle každoroční zprávy z r. 2017 je Dominikánská republika stále smluvní zemí Konvence, a tudíž se na ní vztahuje judikatura IACHR.
Spojené státy ke Konvenci přistoupily, ale neratifikovaly jí.
| Stát                   | Ratifikace Konvence | Akceptace judikatury IACHR | Odstoupení | Znovupřistoupení      |
| ---------------------- | ------------------- | -------------------------- | ---------- | --------------------- |
| Argentina              | 1984                | 1984                       |            |                       |
| Barbados               | 1981                | 2000                       |            |                       |
| Bolívie                | 1979                | 1993                       |            |                       |
| Brazílie               | 1992                | 1998                       |            |                       |
| Chile                  | 1990                | 1990                       |            |                       |
| Kolumbie               | 1973                | 1985                       |            |                       |
| Kostarika              | 1970                | 1980                       |            |                       |
| Dominika               | 1993                |                            |            |                       |
| Dominikánská republika | 1978                | 1999                       | ?          |                       |
| Ekvádor                | 1977                | 1984                       |            |                       |
| El Salvador            | 1978                | 1995                       |            |                       |
| Grenada                | 1978                |                            |            |                       |
| Guatemala              | 1978                | 1987                       |            |                       |
| Haiti                  | 1977                | 1998                       |            |                       |
| Honduras               | 1977                | 1981                       |            |                       |
| Jamajka                | 1978                |                            |            |                       |
| Mexiko                 | 1981                | 1998                       |            |                       |
| Nikaragua              | 1979                | 1991                       |            |                       |
| Panama                 | 1978                | 1990                       |            |                       |
| Paraguay               | 1989                | 1993                       |            |                       |
| Peru                   | 1978                | 1981                       |            |                       |
| Surinam                | 1987                | 1987                       |            |                       |
| Trinidad a Tobago      | 1991                | 1991                       | 1999       |                       |
| Uruguay                | 1985                | 1985                       |            |                       |
| Venezuela              | 1977                | 1981                       | 2013       | 2019 (Guaidova vláda) |